# Dreaming My Dreams (Waylon Jennings)
Dreaming My Dreams è il ventinovesimo album di Waylon Jennings, pubblicato su etichetta RCA Victor nel giugno del 1975. Fu il primo disco dell'artista a raggiungere la vetta della classifica.
Una ristampa su CD (2001) ad opera della Buddah Records contiene due brani bonus.

## Tracce
Lato A
1. Are You Sure Hank Done It This Way – 2:53 (Waylon Jennings)
2. Waymore's Blues – 2:38 (Curtis Buck, Waylon Jennings)
3. I Recall a Gypsy Woman – 2:55 (Bob McDill, Allen Reynolds)
4. High Time (You Quit You Lowdown Ways) – 2:40 (Billy Ray Reynolds)
5. I've Been a Long Time Leaving (But I'll Be a Long Time Gone) – 2:39 (Roger Miller)

Lato B
1. Let's All Help the Cowboys (Sing the Blues) – 3:12 (Jack Clement)
2. The Door Is Always Open – 2:37 (Bob McDill, Dickey Lee)
3. Let's Turn Back the Years – 2:26 (Hank Williams)
4. She's Locking Good – 2:29 (Autry Inman)
5. Dreaming My Dreams With You – 2:24 (Allen Reynolds)
6. Bob Willis Is Still the King – 3:18 (Waylon Jennings) – Registrato dal vivo il 22 settembre 1974 ad Austin, Texas.
7. All Around Cowboy – 2:58 (Len Polland, Jack Routh) – (traccia bonus aggiunta nel CD del 2001 - Buddah Records)
8. Ride Me Down Easy – 2:41 (Billy Joe Shaver) – (traccia bonus aggiunta nel CD del 2001 - Buddah Records)

## Musicisti
Brani da A1 a B6
- Waylon Jennings - voce, chitarra
- Ralph Mooney - steel guitar
- Charles L. Cochran - pianoforte
- Buddy Spicher - fiddle
- Duke Goff - basso
- Kenny Malone - batteria
- Richie Albright - batteria
- Martha McCrory - violoncello
- Roy Christensen - violoncello
- Marvin D. Chantry - viola
- Brenton B. Banks - violino
- Carl Gorodetzky - violino
- Martin Katahn - violino
- Shelton Kurland - violino
- Stephanie Woolf - violino
- George Binkley III - violino

Brani da A1 a B5
- Billy Ray Reynolds - chitarra
- James Colvard - chitarra
- Joe P. Allen - chitarra
- John Wilkin - chitarra
- Johnny Gimble - chitarra
- Merle Watson - chitarra
- Randy Scruggs - chitarra
- Charlie McCoy - armonica

Brano B6
- Larry Whitmore - chitarra
- Roger Crabtree - armonica